# Ostreț, Tărgoviște
Ostreț (în bulgară Острец) este un sat în comuna Tărgoviște, regiunea Tărgoviște,  Bulgaria. 

## Demografie
Componența etnică a satului Ostreț
     Romi (74,94%)
     Turci (6,89%)
     Bulgari (16,55%)
     Nicio identificare (1,6%)
La recensământul din 2011, populația satului Ostreț era de 435 locuitori. Din punct de vedere etnic, majoritatea locuitorilor (74,94%) erau romi, existând și minorități de bulgari (16,55%) și turci (6,89%). Pentru 1,6% din locuitori nu este cunoscută apartenența etnică.